# Brandon Moreno
Brandon Carrillo Moreno, né le 7 décembre 1993, est un pratiquant mexicain d'arts martiaux mixtes (MMA). Il combat à l'Ultimate Fighting Championship (UFC) dans la catégorie des poids mouches. Il a été  champion UFC dans sa catégorie de poids ce qui fait de lui le premier mexicain à remporter un championnat UFC. Professionnel depuis 2011, il a également concouru à la Legacy Fighting Alliance, où il a été sacré champion des poids mouches en juin 2019.

## Biographie
Moreno est né et a grandi à Tijuana, au Mexique, dans une famille modeste possédant une entreprise de piñata. À l'âge de douze ans, il voulait perdre du poids alors sa mère l'a inscrit au gymnase d'Entam où il a commencé à s'entraîner aux arts martiaux mixtes. Malgré ses intentions antérieures de rejoindre une faculté de droit afin de devenir avocat, Moreno a décidé de se concentrer uniquement sur sa carrière d'arts martiaux mixtes.

## Carrière d'arts martiaux mixtes

### Début de carrière
Moreno a fait ses débuts professionnels en MMA dans son pays natal, le Mexique, en avril 2011. Au cours des deux années suivantes, il a amassé un record de 6 victoires et 3 défaites.
En 2014, Moreno fait ses débuts dans la World Fighting Federation. Il reste invaincu dans la promotion à 5-0 et remporte finalement le championnat des poids mouches, ce qui l'a amené à participer à un tournoi lors de la 24e saison de The Ultimate Fighter.

### The Ultimate Fighter
En juillet 2016, il a été révélé que Moreno participait à The Ultimate Fighter : Tournoi des Champions. Moreno a été sélectionné comme membre de l'équipe Benavidez. Il a affronté Alexandre Pantoja lors de la première étape et a perdu le combat par soumission.

### Ultimate Fighting Championship (UFC)
Moreno a fait ses débuts à l'UFC alors que sa saison de The Ultimate Fighter était encore diffusée. Il a affronté Louis Smolka durant l'UFC Fight Night 96 le 1er octobre 2016. Moreno a remporté le combat par soumission au premier tour. Cette victoire lui a valu son premier prix bonus Performance of the Night.
Dans son deuxième combat, Moreno est revenu affronter Ryan Benoit le 3 décembre 2016 à The Ultimate Fighter: Tournament of Champions Finale. Il a remporté le combat par décision partagée.
Moreno a ensuite affronté Dustin Ortiz le 22 avril 2017 durant l'UFC Fight Night 108. Il a remporté le combat par soumission au deuxième tour et a reçu un bonus Performance of the Night,.
Moreno a affronté Sergio Pettis le 5 août 2017 durant l'UFC Fight Night 114. Il a perdu le combat par décision unanime et a ensuite été testé positif au clenbutérol à partir d'un échantillon d'urine en compétition collecté le 6 août 2017, un jour après son combat contre Pettis. L'USADA a déterminé que la présence de cette molécule dans l'organisme de Moreno résultait probablement de la viande contaminée qu'il avait consommé au Mexique, il n'a donc pas été sanctionné.
Moreno devait affronter Ray Borg le 7 avril 2018 à l'UFC 223 mais le combat a été annulé après que Borg ait été blessé par le verre d'une fenêtre de bus qui brisée par l'équipe Straight Blast Gym,. Le combat a rapidement été reprogrammé et devait avoir lieu le 19 mai 2018 à l'UFC Fight Night 129. Cependant, Borg s'est retiré du combat pour s'occuper de la chirurgie du cerveau de son enfant, et il a été remplacé par Alexandre Pantoja. Moreno a perdu le combat par décision unanime.
Dans une interview en 2019, il a déclaré qu'il avait été exclu de l'UFC fin 2018.

### Carrière post-UFC
Moreno a signé un contrat avec la Legacy Fighting Alliance et a fait ses débuts contre le champion des poids mouches Maikel Perez durant la LFA 69 le 7 juin 2019. Moreno a remporté le combat par KO technique au quatrième tour.

### Retour à l'UFC
Moreno a affronté le nouveau venu Askar Askarov le 21 septembre 2019 à l'UFC Fight Night 159. Le combat s'est soldé par un match nul.
Moreno a ensuite affronté Kai Kara-France le 14 décembre 2019 à l'UFC 245. Il a remporté le combat par décision unanime.
Moreno a combattu contre Jussier Formiga le 14 mars 2020 à l'UFC Fight Night 170. Il a remporté le combat par décision unanime.
En tant que premier combat de son nouveau contrat, Moreno devait affronter Alex Perez le 21 novembre 2020 à l'UFC 255. Cependant, le 2 octobre, il a été annoncé que Cody Garbrandt, qui devait combattre Deiveson Figueiredo pour le championnat UFC poids mouches durant l'UFC 255, s'était retiré en raison d'une déchirure du biceps et avait été remplacé par Perez. Moreno a finalement affronté Brandon Royval. Il a remporté le combat par KO technique au premier tour.
Moreno a affronté Deiveson Figueiredo pour le championnat UFC des poids-plumes le 12 décembre 2020 à l'UFC 256. Après cinq rounds de combats frénétiques dans les deux sens et, au troisième round, Figueiredo s'étant vu retirer un point en raison d'une frappe à l'aine, le combat a été déclaré nul à la majorité. Ce combat a valu aux deux athlètes le prix Fight of the Night.
Moreno a de nouveau affronté Figueiredo pour le championnat des poids mouches de l'UFC le 12 juin 2021, partageant d'affiche de l'UFC 263. Moreno a dominé les échanges de frappes et de grappins et a soumis Figueiredo avec un étranglement arrière au troisième tour. Cette victoire lui a valu le prix Performance of the Night.
Le match revanche de la trilogie avec Figueiredo pour le championnat UFC des poids mouches devait initialement avoir lieu le 11 décembre 2021 à l'UFC 269, mais il a été déplacé à l'UFC 270.
Moreno affronte finalement Figueiredo le 23 janvier 2022 pour un troisième combat et remet sa ceinture des poids mouches en jeu. Malgré un premier round plutôt convaincant, il sera dominé lors du deuxième et troisième round par un Figueiredo plus efficace dans ses gestes, avec notamment quelques amenées au sol mais surtout grâce à ses coups lancés en contre qui amènera le champion à subir plusieurs knockdowns. Le quatrième round est cette fois ci nettement plus serré et Moreno l'emportera de peu selon la plupart. Il se défendra aussi très bien lors du dernier échange avec quelques frappes bien placées et une amenée au sol en début de round. S'ensuit alors une lutte acharnée entre les deux combattants, notamment lors des trente dernières secondes avec une pluie de coups échangée de la part des deux hommes. La décision parait alors compliquée à prendre pour les juges, mais cela ne sera malheureusement pas suffisant pour Moreno et il subira sa première défaite contre Figueiredo, qui remporte le titre de champion des poids mouches par décision unanime (48 - 47).

## Vie privée
Moreno est un grand fan de Funko  et est un collectionneur Lego. Il est père de trois filles. Parlant également couramment l'anglais, Moreno est un membre actif de la communauté des arts martiaux mixtes hispanophone et tient plusieurs podcasts dans sa langue maternelle.

## Palmarès en arts martiaux mixtes

### Distinctions
- Ultimate Fighting Championship (UFC)
  - Champion UFC des poids mouches (depuis le 12 juin 2021)
  - Premier champion UFC né au Mexique
- Bonus en Ultimate Fighting Championship (UFC)
  - Performance de la nuit (× 3) : face à Dustin Ortiz, Louis Smolka et Deiveson Figueiredo
  - Combat de la nuit (× 1) : face à Deiveson Figueiredo

- World Fighting Federation
  - Champion poids mouche de la WFF
- Legacy Fighting Alliance
  - Champion des poids mouches de la LFA
- MMAjunkie.com
  - Combat du mois de décembre 2020 : face à Deiveson Figueiredo
  - Soumission du mois de juin 2021 : face à Deiveson Figueiredo

- World MMA Awards
  - 2021 : Combattant révolutionnaire de l'année
  - 2021 : Combat de l'année contre Deiveson Figueiredo à l'UFC 256
  - 2021 : Esprit de combat de l'année

### Historique des combats
| 33 combats     | 23 victoires | 8 défaites |
| Par KO         | 5            | 0          |
| Par soumission | 11           | 0          |
| Sur décision   | 7            | 8          |
| Égalités       | 2            | 2          |

| Résultat | Record | Adversaire          | Méthode                                       | Événement                                          | Date              | Round | Temps | Lieu                                  | Notes                                                                          |
| -------- | ------ | ------------------- | --------------------------------------------- | -------------------------------------------------- | ----------------- | ----- | ----- | ------------------------------------- | ------------------------------------------------------------------------------ |
| Victoire | 23-8-2 | Steve Erceg         | Décision unanime                              | UFC sur ESPN : Moreno contre Erceg                 | 30 mars 2025      | 5     | 5:00  | Mexico, Mexique                       |                                                                                |
| Victoire | 22-8-2 | Amir Albazi         | Décision unanime                              | UFC Fight Night: Moreno vs. Albazi                 | 3 novembre 2024   | 5     | 5:00  | Edmonton, Canada                      |                                                                                |
| Défaite  | 21-8-2 | Brandon Royval      | Décision partagée                             | UFC Fight Night: Moreno vs. Royval 2               | 24 février 2024   | 5     | 5:00  | Mexico, Mexique                       |                                                                                |
| Défaite  | 21-7-2 | Alexandre Pantoja   | Décision partagée                             | UFC 290                                            | 19 mai 2023       | 5     | 5:00  | Las Vegas, Nevada, États-Unis,        | Perd le titre des poids mouches de l’UFC. Combat de la soirée.                 |
| Victoire | 21-6-2 | Deiveson Figueiredo | TKO (arrêt du médecin)                        | UFC 283                                            | 22 janvier 2023   | 3     | 5:00  | Arène olympique de Rio, Rio, Brésil   | Remporte le titre des poids mouches de l’UFC. Performance de la soirée.        |
| Victoire | 20-6-2 | Kai Kara-France     | TKO (coup de pied au corps et coups de poing) | UFC 277                                            | 30 juillet 2022   | 3     | 4:34  | Dallas, Texas, États-Unis             | Remporte le titre intérimaire des poids mouches de l’UFC. Combat de la soirée. |
| Défaite  | 19-6-2 | Deiveson Figueiredo | Décision unanime                              | UFC 270                                            | 23 janvier 2022   | 5     | 5:00  | Anaheim Los Angeles                   | Perd le titre des poids mouches de l’UFC.                                      |
| Victoire | 19-5-2 | Deiveson Figueiredo | Soumission (étranglement arrière)             | UFC 263                                            | 12 juin 2021      | 3     | 2:26  | Glendale, Arizona, États-Unis         | Remporte le titre des poids mouches de l’UFC. Performance de la soirée.        |
| Égalité  | 18-5-2 | Deiveson Figueiredo | Égalité majoritaire                           | UFC 256                                            | 12 décembre 2020  | 5     | 5:00  | Las Vegas, Nevada, États-Unis         | Combat de la soirée.                                                           |
| Victoire | 18-5-1 | Brandon Royval      | TKO (coups de poing)                          | UFC 255                                            | 21 novembre 2020  | 1     | 4:59  | Las Vegas, Nevada, États-Unis         |                                                                                |
| Victoire | 17-5-1 | Jussier Formiga     | Décision unanime                              | UFC Fight Night : Lee vs. Oliveira                 | 14 mars 2020      | 3     | 5:00  | Brasilia, Brésil                      |                                                                                |
| Victoire | 16-5-1 | Kai Kara-France     | Décision unanime                              | UFC 245                                            | 14 décembre 2019  | 3     | 5:00  | Las Vegas, Nevada, États-Unis         |                                                                                |
| Égalité  | 15-5-1 | Askar Askarov       | Égalité (partagée)                            | UFC Fight Night : Rodríguez vs. Stephens           | 21 septembre 2019 | 3     | 5:00  | Mexico, Mexique                       |                                                                                |
| Victoire | 15-5   | Maikel Pérez        | TKO                                           | LFA 69                                             | 7 juin 2019       | 4     | 1:54  | Cabazon, Californie, États-Unis       | Remporte le championnat LFA des poids plumes.                                  |
| Défaite  | 14-5   | Alexandre Pantoja   | Décision (unanime)                            | UFC Fight Night : Maia vs. Usman                   | 19 mai 2018       | 3     | 5:00  | Santiago, Chili                       |                                                                                |
| Défaite  | 14-4   | Sergio Pettis       | Décision (unanime)                            | UFC Fight Night : Pettis vs. Moreno                | 5 août 2017       | 5     | 5:00  | Mexico, Mexique                       |                                                                                |
| Victoire | 14-3   | Dustin Ortiz        | Soumission (Étranglement arrière)             | UFC Fight Night : Swanson vs. Lobov                | 22 avril 2017     | 2     | 4:06  | Nashville, Tennessee, États-Unis      | Performance de la Nuit.                                                        |
| Victoire | 13-3   | Ryan Benoit         | Décision (partagée)                           | The Ultimate Fighter : Tournoi des Champions Final | 3 décembre 2016   | 3     | 5:00  | Las Vegas, Nevada, États-Unis         |                                                                                |
| Victoire | 12-3   | Louis Smolka        | Soumission (Étranglement en guillotine)       | UFC Fight Night : Lineker vs. Dodson               | 1er octobre 2016  | 1     | 2:23  | Portland, Oregon, États-Unis          | Performance de la Nuit.                                                        |
| Victoire | 11-3   | Isaac Camarillo     | Soumission (Étranglement arrière)             | World Fighting Federation 27                       | 16 avril 2016     | 1     | 1:53  | Tucson, Arizona, États-Unis           | Défense du titre de champion WFF des poids plumes.                             |
| Victoire | 10-3   | Tyler Bialeck       | Soumission (Étranglement arrière)             | World Fighting Federation 22                       | 25 juillet 2015   | 1     | 3:09  | Tucson, Arizona, États-Unis           | Défense du titre de champion WFF des poids plumes.                             |
| Victoire | 9-3    | Matt Betzold        | Décision (unanime)                            | World Fighting Federation 18                       | 7 février 2015    | 3     | 5:00  | Chandler, Arizona, États-Unis         | Défense du titre de champion WFF des poids plumes.                             |
| Victoire | 8-3    | C.J. Soliven        | Soumission (Étranglement arrière)             | World Fighting Federation 16                       | 20 septembre 2014 | 1     | 0:58  | Chandler, Arizona, États-Unis         | Remporte le championnat WFF des poids plumes.                                  |
| Victoire | 7-3    | Alex Contreras      | Soumission (Étranglement en triangle)         | World Fighting Federation 14                       | 28 juin 2014      | 3     | 1:04  | Chandler, Arizona, États-Unis         |                                                                                |
| Victoire | 6-3    | Paul Amaro          | Soumission (Étranglement arrière)             | MEZ Sports: Pandemonium 9                          | 26 juillet 2013   | 2     | 3:01  | Mission Viejo, Californie, États-Unis |                                                                                |
| Victoire | 5-3    | Jason Carbajal      | TKO                                           | MEZ Sports: Pandemonium 8                          | 23 mars 2013      | 3     | 1:52  | Pomona, Californie, États-Unis        |                                                                                |
| Victoire | 4-3    | Jesse Cruz          | Décision (partagée)                           | Xplode Fight Series: Anarchy                       | 22 septembre 2012 | 3     | 3:00  | Valley Center, Californie, États-Unis |                                                                                |
| Défaite  | 3-3    | Brenson Hansen      | Décision (unanime)                            | CITC 11: Xtreme Couture vs. Southern California    | 28 juillet 2012   | 3     | 5:00  | Biloxi, Mississippi, États-Unis       |                                                                                |
| Victoire | 3-2    | Jonathan Carter     | Soumission (Clé de bras)                      | Xplode Fight Series: Hunted                        | 19 mai 2012       | 1     | 1:15  | Valley Center, Californie, États-Unis |                                                                                |
| Défaite  | 2-2    | Ron Scolesdang      | Décision (unanime)                            | MEZ Sports: Pandemonium 6                          | 3 mars 2012       | 3     | 5:00  | Riverside, Californie, États-Unis     |                                                                                |
| Victoire | 2-1    | Luis Garcia         | Soumission (Clé de bras)                      | UWC Mexico: New Blood 1                            | 29 janvier 2012   | 1     | 2:21  | Tijuana, Mexique                      |                                                                                |
| Défaite  | 1-1    | Marco Beristain     | Décision (unanime)                            | UWC Mexico 10: To The Edge                         | 25 juin 2011      | 3     | 5:00  | Tijuana, Mexique                      |                                                                                |
| Victoire | 1-0    | Atiq Jihad          | Soumission (Clé de bras)                      | UWC Mexico 9.5: Iguana                             | 30 avril 2011     | 1     | 2:30  | Tijuana, Mexique                      |                                                                                |

### Palmarès en combat d'exposition
| Résultat | Record | Adversaire        | Méthode                           | Événement                                    | Date         | Round | Temps | Lieu                  | Notes          |
| -------- | ------ | ----------------- | --------------------------------- | -------------------------------------------- | ------------ | ----- | ----- | --------------------- | -------------- |
| Défaite  | 0-1    | Alexandre Pantoja | Soumission (Étranglement arrière) | The Ultimate Fighter : Tournoi des Champions | 31 août 2016 | 2     | 3:44  | Las Vegas, États-Unis | 16e de finale. |